# 러브 라이브! 선샤인!!
《러브 라이브! 선샤인!!(일본어: ラブライブ! サンシャイン!!)》은 일본의 아이돌 프로젝트 러브 라이브!의 차기 프로젝트이다. 2015년 2월 26일에 기획이 발표되었고, 현재 Aqours(아쿠아)라는 이름으로 활동 중이다. 2016년에는 애니메이션이 제작되어 방영되었다.
차마루(본명:유세현)가러브라이브1~2기이어러브 라이브! 선샤인!!좋아하는애니메이션이고좋아하는캐릭터는타카미 치카랑와타나베 요우,쿠로사와 다이아다.

## 줄거리
시즈오카현 누마즈시에 위치한 작은 시골 마을 우치우라의 여자 고등학교인 「우라노호시 여학원」은 전교생이 100명도 채 되지 않은 이유로 이미 폐교가 결정되어 있다. 우라노호시 여학원의 2학년 학생 타카미 치카는 자신이 살고 있는 마을을 사랑하는 아이로 폐교 소식을 듣곤 학교가 없어지지 않게 할 방법을 고민, 우연히 μ's에 대한 이야기를 접하게 된다. 이후 μ's에 대한 동경심을 품고 자신도 스쿨 아이돌이 되어 학교를 지켜나가겠다고 결심하여 Aquors(아쿠아)라는 이름의 그룹을 결성한다. 시간대에 관한 설정이 없는 《러브라이브! 스쿨 아이돌 페스티벌 ALL STARS》를 제외한 모든 매체에서 공통적으로 러브 라이브! 선샤인!!이 다루고 있는 이야기의 시간대는, μ's 결성 당시 기준으로 1학년인 멤버들은 물론 코사카 호노카, 아야세 에리의 동생이며 해당 1학년 멤버들의 바로 아래의 학년으로 입학한 코사카 유키호, 아야세 아리사까지 모두 졸업한 이후가 배경이 된다.

## 등장인물

### Aqours(아쿠아)
- 타카미 치카(高海千歌)

성우: 이나미 안쥬
러브 라이브! 선샤인!!의 주인공으로 우라노호시 고교 2학년이며 자신이 사는 마을인 우치우라의 특산품으로 유명한 귤을 매우 좋아한다. 이미지 컬러는 귤색. 우연히 μ's에 대한 것을 접한 이후 그녀들의 팬이 되었으며, 동경심과 평범한 자신을 바꾸고 싶다는 생각에 스쿨 아이돌 활동을 시작한다. 집안은 마을의 전통 온천 여관을 운영하고 있으며, 가족 세 자매 중 가장 막내이다.
- 사쿠라우치 리코(桜内梨子)

성우: 아이다 리카코
최근 오토노키자카 학원에서 전학 온 굉장히 예쁜 미모 전학생으로 2학년. 이미지 컬러는 벚꽃색. 가장 좋아하는 음식은 삶은 달걀과 샌드위치. 스스로를 자주 수수하다고 생각하며 그림과 수예가 취미이다. 자신은 스쿨 아이돌에 어울리지 않다고 생각하며 치카의 권유를 거절하나 이후 치카의 설득과 진심을 깨닫고는 그녀와 둘도 없는 친구가 되어 친해지며, 스쿨 아이돌 활동에 참여 의사를 내비치게 되어 활동을 같이하게 된다.
- 마츠우라 카난(松浦果南)

성우: 스와 나나카
하루토 레이의 소꿉친구중한명으로현재 우라노호시 여학원 3학년생이다. 이미지 컬러는 에메랄드 그린. 어릴 때부터 치카와 나이를 초월한 친구사이였으며 현재는 할아버지를 도와 다이빙 장비 가게를 운영하고 있다. 집이 아와시마 섬에 있는 관계로 마리와 함께 배를 타고 통학한다.
- 쿠로사와 다이아 (黒澤ダイヤ)

성우: 코미야 아리사
하루토 레이의 소꿉친구중한명이자우라노호시 여학원 3학년생이자 루비의 친언니로 학생회장을 맡고 있다. 이미지 컬러는 빨간색. ~데스와(～ですわ)로 끝나는 말투와 와타쿠시를 쓰는 1인칭 등 전통을 중시하는 쿠로사와 가문의 영향을 많이 받은, 여러모로 고풍스러움을 컨셉으로 한 사랑스럽고 귀여운 아가씨 캐릭터. 입가에 점이 하나 있으며, 긴 흑발을 지니고 있다. 동생을 잘 케어해 주며, 가끔씩 꾸짖기도 하는 아주 자상한 모습을 보이는 귀여운 언니이다.
- 와타나베 요우(渡辺曜)

성우: 사이토 슈카
활발한 성격과 좋은 사교성에 마을의 자랑일 정도의 수영실력을 갖춘 우라노호시 고교 2학년. 이미지 컬러는 하늘색. 치카의 단짝 친구이다. 처음은 치카의 홍보 활동을 도우다 스쿨 아이돌이 되었다. 선장인 아버지를 동경하여 선장이 되고 싶어 한다. 선박의 조타 명령 중 하나로, "침로 유지", "그대로"의 뜻을 지닌 "ようそろ(요소로)"라는 말을 말버릇으로 사용한다.
- 츠시마 요시코(津島善子)

성우: 코바야시 아이카
애니메이션 한정으로 하나마루의 소꿉친구인 고등학교 1학년. 자신을 타천사라고 믿고 있다. 자신을 "요하네"라고 칭한다. 중2병 기질이 보이지만 현타가 오면 엄청 부끄러워 한다.
- 쿠니키타 하나마루(国木田花丸)

성우: 타카츠키 카나코
원작 한정으로 루비의 소꿉친구, 애니메이션 한정으로 루비의 중학생 친구이자 요시코의 소꿉친구인 고등학교 1학년. 도서부 소속이며 독서를 좋아한다. 유치원 때 존재감이 없었다고 한다. "즈라"라는 말을 자주 사용하며 사투리를 쓴다. 그래서 별명이 "즈라마루". 집에 오래된 것들이 많아서 새로운 걸 보면 "미라이 즈라!"하며 마치 어린 아기 인냥 엄청 신기해 한다.
- 오하라 마리(小原鞠莉)

성우: 스즈키 아이나
하루토 레이의 소꿉친구중한명이자오하라 가문의딸이며우라노호시 여학원에이사장이자하루토 레이와쿠로사와 다이아,마츠우라 카난의소꿉친구으로고등학교 3학년으로 전세계급 호텔 체인을 운영하는 이탈리아계 미국인 아버지를 둔 혼혈이다.
- 쿠로사와 루비(黒澤ルビィ)

성우: 후리하타 아이
다이아의 여동생이며 고등학교 1학년. 원작 한정으로 하나마루의 소꿉친구. 애니메이션에서는 중학생 친구로 나온다. 소심하고 낯을 가리며 실제로 울지 않는데도 울먹이는 듯한 아기 말투와 치카가 자기 몸을 만질 때 "삐끼잇"하고 소리 지르는 것이 특징이다. 또한 겁이 많고 잘 우는 성격이며 분유먹이 아기 같은 어리광쟁이지만 의외로 강단있다. 뮤즈 중에선 코이즈미 하나요가 가장 좋다고 한다. 왜냐하면 자신과 같은 소심한 성격이기 때문이다. 루비의 필살기는 "간바루비".

### 치카의 가족
- 타카미 시마

성우: 아스미 카나
치카의 첫째 언니.우라노호시 고등학교출신이며타카미 치카의선배이다
- 타카미 미토

치카의 둘째 언니. 치카와 곧잘 싸우면서도 치카를 잘챙겨준다.
- 타카미 치카 어머니

타카미 시마, 타카미 미토, 타카미 치카의 어머니.

## TV 애니메이션

### 제작진
- 원작: 야타테 하지메(矢立 肇)
- 원안: 키미노 사쿠리코(公野櫻子)
- 감독: 사카이 카즈오(酒井和男)
- 기획: 사사키 신(佐々木 新), 우에야마 코이치(上山公一), 이노우에 슌지(井上俊次), 히로세 카즈히코(広瀬和彦), 스즈키 사토시(鈴木ー 智)
- 기획 프로듀서: 타나카 요시아키(田中纪明), 유우카(井優香), 타카노 키요시(高野希義)
- 시리즈 구성: 하나다 줏키(花田十輝)
- 캐릭터 디자인: 무로타 유우헤이(室田雄平)
- 디자인 설계: 가와케 마사히로(河毛雅妃)
- 매인 애니메이터: 후지이 토모유키(藤井智之), 히리야마 마도카(平山 円), 사노 케이이치(佐野恵一)
- 세트 디자인: 타카하시 타케유키(高橋武之)
- 미술 감독: 하가시 준이치(東 潤 一) 카미야마 요코(神山瑶子), 스즈키 쿠루미(鈴木くるみ)
- 색채 설계: 요코야마 사요코(横山さよ子)
- CG 디렉터: 쿠로사키 츠요시(黒﨑 豪)
- 촬영 감독: 스기야마 다이키(杉山大樹)
- 편집: 이마이 다이스케(今井大介)
- 음향 감독: 나가시키 유키오(長崎行男)
- 음악: 카토 타츠야(加藤達也)
- 음악 프로듀서: 이토 요시유키(伊藤善之), 오오쿠보 루이치(大久保隆一)
- 음악 제작: 란티스(ランティス)
- 프로듀서: 히라야마 사토시(平山理志), 츠키모토 유우키(镇本裕紀)
- 애니메이션 제작: 선라이즈(サンライズ)
- 제작: 러브 라이브! 선샤인!! 제작 위원회, 선라이즈, 반다이 비주얼, 란티스, 부시로드, 아스키 미디어 웍스

### 주제곡
제1기
오프닝 테마 「푸른하늘 Jumping Heart(青空 Jumping Heart)」
작사 - 하타 아키(畑 亜貴) / 작곡 - 이토 켄(伊藤 賢), 미츠마스 하지메(光増ハジメ) / 편곡 - EFFY / 노래 - Aqours
엔딩 테마 「꿈을 이야기하기보다 꿈을 노래하자(ユメ語るよりユメ歌おう)」
작사 - 하타 아키(畑 亜貴) / 작곡·편곡 - 야마구치 아키히코(山口朗彦)
제2기
오프닝 테마 「미래의 우리들은 알고 있어(未来の僕らは知ってるよ)」
작사 - 하타 아키(畑 亜貴) / 작곡 - 미츠마스 하지메(光増ハジメ) / 편곡 - EFFY / 노래 - Aqours
엔딩 테마 「용기는 어디에? 너의 가슴에!(勇気はどこに？君の胸に！)」
작사 - 하타 아키(畑 亜貴) / 작곡 - 오다카 코타로(小高光太郎),UiNA / 편곡 - 오다카 코타로(小高光太郎)

### 방송국
| 방송국가 | 방송국     | 방영기간                  |
| -------- | ---------- | ------------------------- |
| 일본     | 도쿄 MX    | 2016년 7월 2일 - 9월 24일 |
| 대한민국 | 애니플러스 | 2016년 7월 4일 - 9월 26일 |

## 음반 목록
| 너의 마음은 빛나고 있니? (君のこころは輝いてるかい?)                                                  | Aqours | 2015년 10월 7일  | 3 | JP: Gold | Aqours Debut Single                               |
| 사랑이 되고 싶은 AQUARIUM(恋になりたいAQUARIUM)                                                       | Aqours | 2016년 4월 27일  | 3 | JP: Gold | Aqours 2nd Single                                 |
| 원기전개 DAY！DAY！DAY！(元気全開DAY!DAY!DAY!)                                                        | CYaRon! | 2016년 5월 11일  |   |          | CYaRon! Debut Single                              |
| 토리코리코 PLEASE!! (トリコリコPLEASE！！)                                                            | AZALEA | 2016년 5월 25일  |   |          | AZALEA Debut Single                               |
| Strawberry Trapper                                                                                    | Guilty Kiss | 2016년 6월 8일   |   |          | Guilty Kiss Debut Single                          |
| 푸른 하늘 Jumping Heart (青空Jumping Heart)                                                           | Aqours | 2016 7월 20일    | 4 |          | TVA 1기 오프닝                                    |
| 꿈을 이야기하기보다 꿈을 노래하자 (ユメ語るよりユメ歌おう)                                            | Aqours | 2016년 8월 24일  |   |          | TVA 1기 엔딩                                      |
| 결정했어 Hand in Hand/정말로 좋아한다면 괜찮아! (決めたよHand in Hand/ダイスキだったらダイジョウブ！) | 타카미 치카(이나미 안쥬), 사쿠라우치 리코(아이다 리카코), 와타나베 요우(사이토 슈카) | 2016년 8월 3일   |   |          | TVA 1기 삽입곡                                    |
| 꿈으로 밤하늘을 비추고 싶어/미숙 DREAMER (夢で夜空を照らしたい/未熟DREAMER)                           | 타카미 치카(이나미 안쥬), 사쿠라우치 리코(아이다 리카코), 와타나베 요우(사이토 슈카), 츠시마 요시코(코바야시 아이카), 쿠니키다 하나마루(타카츠키 카나코), 쿠로사와 루비(후리하타 아이)/Aqours                                                         | 2016년 9월 14일  |   |          | TVA 1기 삽입곡                                    |
| 마음이여 하나가 되어라/MIRAI TICKET (想いよひとつになれ/MIRAI TICKET)                                 | 타카미 치카(이나미 안쥬), 마츠우라 카난(스와 나나카), 쿠로사와 다이아(코미야 아리사), 와타나베 요우(사이토 슈카), 츠시마 요시코(코바야시 아이카), 쿠니키다 하나마루(타카츠키 카나코), 오하라 마리(스즈키 아이나), 쿠로사와 루비(후리하타 아이)/Aqours | 2016년 11월 9일  |   |          | TVA 1기 삽입곡                                    |
| 징글벨이 멈추지 않아 (ジングルベルがとまらない)                                                       | Aqours | 2016년 11월 23일 |   |          | 《러브 라이브! 스쿨 아이돌 페스티벌》 콜라보 싱글 |
| HAPPY PARTY TRAIN                                                                                     | Aqours | 2017년 4월 5일   |   |          | Aqours 3rd Single                                 |
| 가까운 미래에 해피엔드 (近未来ハッピーエンド)                                                         | CYaRon! | 2017년 5월 10일  |   |          | CYaRon! 2nd Single                                |
| GALAXY HidE and SeeK                                                                                  | AZALEA | 2017년 5월 31일  |   |          | AZALEA 2nd Single                                 |
| 부서지기 쉬운 사랑 (コワレヤスキ)                                                                     | Guilty Kiss | 2017년 6월 21일  |   |          | Guilty Kiss 2nd Single                            |
| 러브라이브! 선샤인!! 듀오트리오 콜렉션 CD VOL.1 SUMMER VACATION                                       | Aqours | 2017년 8월 2일   |   |          | 듀오&트리오 싱글 1                                |
| 미래의 우리들은 알고 있어 (未来の僕らは知ってるよ)                                                    | Aqours | 2017년 10월 25일 |   | JP: Gold | TVA 2기 오프닝                                    |
| 용기는 어디에? 너의 가슴에! (勇気はどこに？君の胸に！)                                                | Aqours | 2017년 11월 15일 |   |          | TVA 2기 엔딩                                      |
| MY무희☆TONIGHT/MIRACLE WAVE (MY舞☆TONIGHT/MIRACLE WAVE)                                               | Aqours | 2017년 11월 29일 |   |          | TVA 2기 삽입곡 싱글                               |
| Awaken the power                                                                                      | Saint Aqours Snow | 2017년 12월 20일 |   | JP: Gold | TVA 2기 삽입곡 싱글                               |
| WATER BLUE NEW WORLD/WONDERFUL STORIES                                                                | Aqours | 2018년 1월 17일  |   |          | TVA 2기 삽입곡 싱글                               |
| "—"은 차트에 오르지 못했다는 의미임.                                                                  | |                  |   |          |                                                   |